# Colégio Ari de Sá Cavalcante
O Colégio Ari de Sá Cavalcante, ou Colégio Ari de Sá, é uma escola brasileira privada, com ensino da educação infantil ao pré-vestibular. As sedes do colégio ficam localizadas na cidade de Fortaleza, no Ceará. É nomeado em homenagem ao educador Ari de Sá Cavalcante.
O Colégio Ari de Sá é conhecido pelo destaque no desempenho em vestibulares, no ENEM, nas olimpíadas científicas e em outras conquistas dos seus alunos. Possui um sistema de ensino próprio, feito em parceria com a Arco Educação, e reconhecido em todo o Brasil. No ENEM 2023, as duas sedes do Colégio Ari de Sá Cavalcante ocuparam a segunda e terceira colocação nacional no ranking por escolas.